# Vol de sirop d'érable du siècle

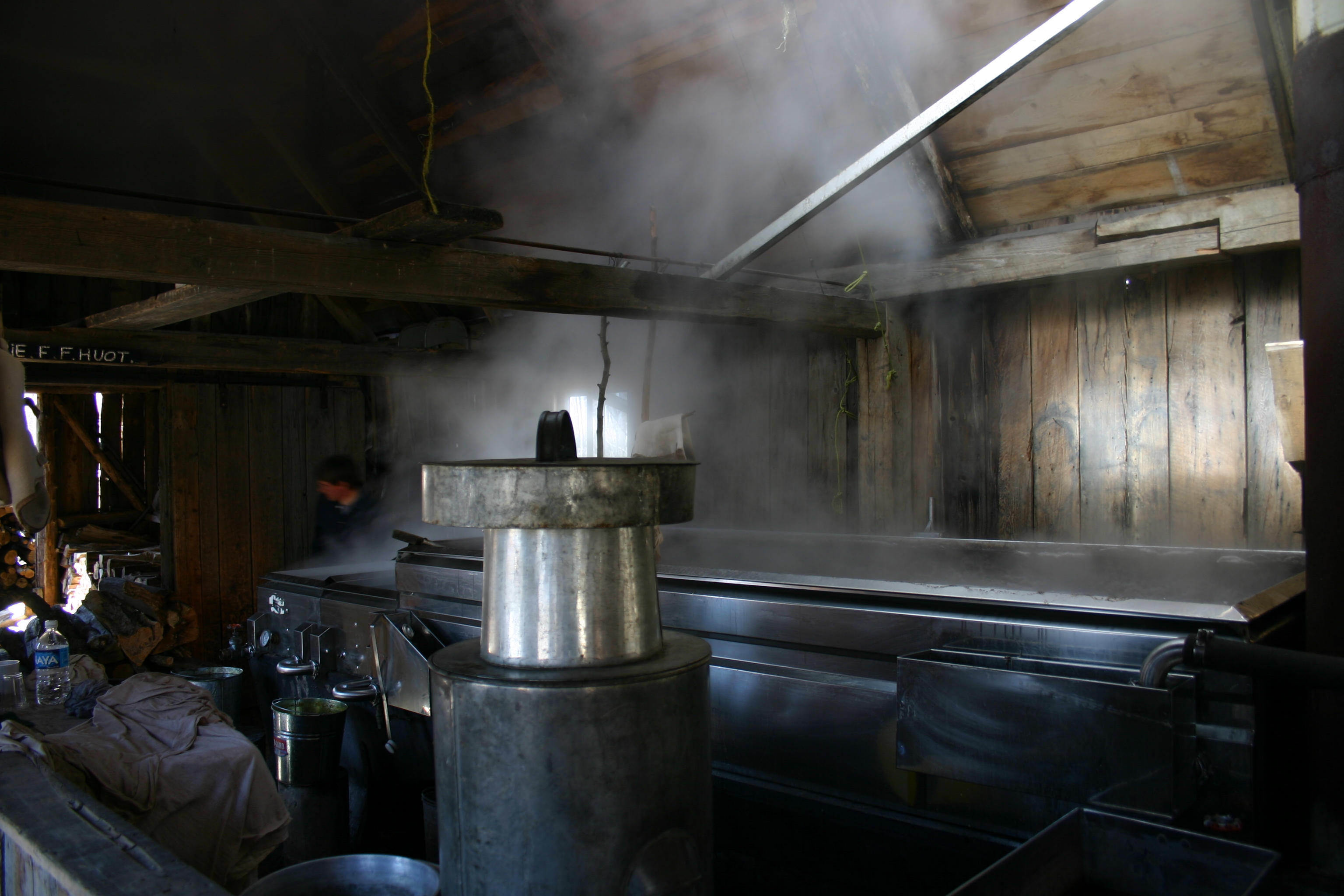
Production de sirop dans une cabane à sucre québécoise (2005).

Le vol de sirop d'érable du siècle est un nom informel pour un vol de près de 3 000 tonnes de sirop d'érable d'une valeur de 18,7 millions $ CA à partir d'un site de stockage au Québec, qui s'est déroulé sur plusieurs mois entre 2011 et 2012. Le site volé était exploité par la Fédération des producteurs acéricoles du Québec (FPAQ), une association qui représente 77 % de l'offre mondiale de sirop d'érable. C'est le vol de plus grande valeur de l'histoire du Québec (ajusté selon l'inflation en 2018).

## Origines
En 1966, un groupe de producteurs de sirop d’érable du Québec s'est constitué pour commercialiser collectivement le sirop d’érable et ainsi fonder la Fédération des producteurs acéricoles du Québec (FPAQ). La FPAQ maintient une réserve stratégique de sirop d'érable, connue officiellement sous le nom de « réserve stratégique mondiale », dans plusieurs entrepôts situés dans des villes rurales du Québec.

## Vol
Pendant plusieurs mois entre 2011 et 2012, près de 10 000 barils ont été volés par des employés dans une installation de la FPAQ à Saint-Louis-de-Blandford, au Québec. Le sirop était stocké dans des fûts en métal blanc non marqués et inspectés une fois par an. Les voleurs utilisaient des camions pour transporter les barils dans une cabane à sucre éloignée, où ils siphonnaient le sirop d'érable, remplissaient les barils avec de l'eau, puis les renvoyaient à l'installation. Au fur et à mesure que l'opération progressait, les voleurs ont commencé à siphonner le sirop directement dans les barils de la réserve sans les remplir à nouveau. Le sirop volé a été transporté par camion au sud (Vermont) et à l’est (Nouveau-Brunswick), où il a fait l’objet d’un trafic en petites quantités pour réduire les soupçons. Il était généralement vendu à des distributeurs de sirop légitimes, qui ignoraient son origine.

## Découverte et investigation
À l'automne 2012, la FPAQ a dressé son inventaire annuel de fûts de sirop. L'inspecteur Michel Gauvreau a commencé à grimper sur les barils, mais il a presque chuté car il s'attendait à des barils de 600 livres alors que ces derniers étaient maintenant vides. La police a ensuite récupéré des centaines de barils de sirop chez un exportateur basé à Kedgwick, au Nouveau-Brunswick.
Entre le 18 et le 20 décembre 2012, la police a arrêté dix-sept hommes liés au vol.

## Les auteurs
- Richard Vallières (né en 1978), chef de la bande et accusé, a été condamné en avril 2017 à une peine de huit ans d'emprisonnement et à une amende de 9,4 millions de dollars canadiens, avec une prolongation de 14 ans si l'amende n'était pas payée[5].
- Raymond Vallières (né en 1954), père de Richard, reconnu coupable de possession.
- Étienne St-Pierre (né en 1943), un revendeur de sirop basé au Nouveau-Brunswick.
- Avik Caron (né en 1974), l'initié dont l'épouse était propriétaire de l'entrepôt de la FPAQ, a été condamné à cinq ans de prison et à une amende de 1,2 million de dollars canadiens[6].
- Sébastien Jutras, un camionneur impliqué dans le transport de sirop volé, a purgé huit mois de prison[7].

## Dans la culture populaire
Le vol figurait dans la série de documentaires Netflix Dirty Money dans la saison 1, épisode 5, « The Maple Syrup Heist » .
Le groupe folklorique canadien Trent Severn a écrit une chanson Stealin 'Syrup basée sur le braquage, pour la sortie de leur album 2016, Trillium,.
Le vol est également évoqué dans l’émission de télévision Elementary, saison 5, épisode 13: « Over a Barrel ». Dans l'épisode, les barils sont présentés en train d'être apportés par barge vers un entrepôt à New York, provoquant la disparition d'un gang en particulier. Ils sont bien en vue et vendent maintenant du sirop d’érable de contrebande plutôt que de la cocaïne.
La série The Sticky, sortie en 2024, en est inspirée et indique dans son générique ne pas raconter l'histoire du vrai vol.
L'événement fait l'objet de l'épisode 14 du podcast Choses que j'ai apprises hier soir. Jaron Myers et Tim Stone donnent un aperçu de l'événement et discutent des réserves de la FPAQ.